# 阿巴桑凱比拉
阿巴桑凱比拉 （阿拉伯语：‎）是位于巴勒斯坦國加沙地带南部汗尤尼斯省的一座城市。
根据巴勒斯坦中央统计局於2017年的人口普查，该市人口为26,767人。 该城市的產業以农业為主。此外還有一些小型工业，工廠主要生产砖块和农具。
在羅馬帝國猶太和東羅馬帝國時期，當地就有人居住。在奧斯曼帝國和巴勒斯坦託管地時期，當地主要人口為穆斯林。